# Eremippus mirami
Eremippus mirami är en insektsart som beskrevs av Yu S. Tarbinsky 1927. Eremippus mirami ingår i släktet Eremippus och familjen gräshoppor. Inga underarter finns listade i Catalogue of Life.